# Grand Prix Stuttgart & Region
Il Grand Prix Stuttgart & Region (ufficialmente: Women's Cycling Grand Prix Stuttgart & Region) è una gara professionistica di ciclismo su strada femminile che si tiene ogni anno nella regione del Baden-Württemberg, in Germania.
 La gara si è svolta per la prima volta nel 2023 come gara di categoria UCI 1.2, prima di entrare a far parte del circuito UCI Women's ProSeries nel 2024.
Il percorso prevalentemente vallonato e collinare si estende da Tamm a Stoccarda.

## Albo d'oro
Aggiornato all'edizione 2024.
| Anno | Vincitore           | Secondo               | Terzo              |
| ---- | ------------------- | --------------------- | ------------------ |
| 2023 | Elena Pirrone       | Kathrin Schweinberger | Linda Riedmann     |
| 2024 | Eleonora Gasparrini | Lieke Nooijen         | Mareille Meijering |

### Vittorie per nazione
Aggiornato all'edizione 2024.
| Pos. | Paese  | Vittorie |
| ---- | ------ | -------- |
| 1    | Italia | 2        |